# Revest-les-Roches
Revest-les-Roches (okzitanisch So Revest dei Ròcas) ist eine französische Gemeinde im Département Alpes-Maritimes in der Region Provence-Alpes-Côte d’Azur. Sie gehört zum Arrondissement Nizza und zum Kanton Vence. Die Bewohner nennen sich Revestois.

## Geographie
Revest-les-Roches liegt in den französischen Seealpen, im Regionalen Naturpark Préalpes d’Azur. Die angrenzenden Gemeinden sind Malaussène im Norden, Utelle im Osten, Bonson im Süden und Tourette-du-Château im Westen.

## Bevölkerungsentwicklung
| Jahr      | 1962 | 1968 | 1975 | 1982 | 1990 | 1999 | 2008 | 2012 |
| --------- | ---- | ---- | ---- | ---- | ---- | ---- | ---- | ---- |
| Einwohner | 40   | 25   | 25   | 49   | 122  | 162  | 203  | 211  |